# Lac Bluebird
Pour les articles homonymes, voir Bluebird.
Le lac Bluebird, en anglais Bluebird Lake, est un lac de barrage dans l'État américain du Colorado. Il est situé à une altitude de 3 348 m dans le comté de Boulder et le parc national de Rocky Mountain. On l'atteint via un sentier de randonnée appelé Bluebird Lake Trail.